# Nosaltres
Nosaltres es una película del año 2006.

## Sinopsis
Es la historia de dos comunidades, una maliense y la otra catalana, que viven juntas desde hace ocho años, sin haberse hablado nunca. Dos comunidades que se cruzan como sombras. Es una película sobre el miedo del otro, del extranjero que llega. Una cinta sobre el día en que estas dos comunidades se encuentran.